# Euceromasia sobrina
Euceromasia sobrina är en tvåvingeart som först beskrevs av Henry J. Reinhard 1974.  Euceromasia sobrina ingår i släktet Euceromasia och familjen parasitflugor.
Artens utbredningsområde är Ontario. Inga underarter finns listade i Catalogue of Life.